# Camulos
Camulos of Camulus was een Keltische oorlogsgod. Verwijzingen naar deze godheid zijn vooral teruggevonden in België en Engeland, waaruit geconcludeerd kan worden dat Camulos eigen was aan de Belgae, mogelijk aan de stam der Remi.
Plaatsnamen als de Kemmelberg (in West-Vlaanderen, België) en Camulodunum (Colchester, Engeland) zijn mogelijk afkomstig van de naam van deze oorlogsgod, die door de Romeinen (interpretatio romana) met Mars geassocieerd werd. Op latere beelden werd hij soms afgebeeld met de hoorns van een ram en een onoverwinnelijk zwaard. Onder meer vondsten in Reims (Durocortorum in Gallia Belgica), Aarlen (Orolaunum in Gallia Belgica), Kruishoutem,  Rindern(Harenatium in Germania Inferior), Mainz (Mogontiacum in Germania Superior), Kilsyth/Bar Hill bij de Muur van Antoninus in Schotland, Sarmizegetusa (Colonia Ulpia Traiana Augusta Dacica Sarmizegetusa in Dacië) Southwark, London 
Op al deze inschriften is sprake van Mars Camulus. Regelmatig wordt gerefereerd aan een votiefsteen in Rome, opgericht door Marcus Quartinius uit Reims die bij de pretoriaanse garde diende, waar Camulus zonder de verbinding met Mars op genoemd zou worden, maar dit blijkt onjuist

## Referenties

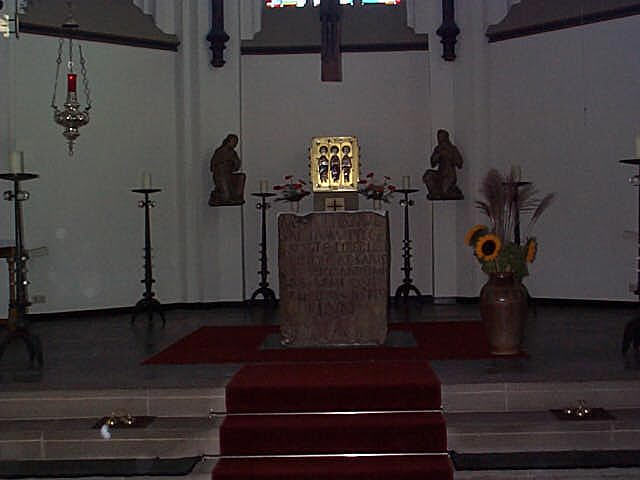
Romeinse Mars-Camulussteen uit de tijd van Keizer Nero als altaar van de St. Willibrordkerk, Rindern/Kleve, Duitsland